# Кушня
Кушня (баш. Ҡушна) — деревня в Калтасинском районе Республики Башкортостан Российской Федерации. Входит в состав Калегинского сельсовета.

## География

### Географическое положение
Расстояние до:
- районного центра (Калтасы): 36 км,
- центра сельсовета (Калегино): 5 км,
- ближайшей ж/д станции (Янаул): 88 км.

## Население
| 2002 | 2009 | 2010 |
| ---- | ---- | ---- |
| 135  | ↗139 | ↘115 |

Национальный состав
Согласно переписи 2002 года, преобладающая национальность — марийцы (97 %). В Кушне российский художник Николай Фешин собирал рабочий материал для картины «Черемисская свадьба».